# Pavel Barlovan
Pavel Barlovan sau Bârlovan (n. 1890, Reea, județul Hunedoara – d. 1954, Reea, județul Hunedoara) a fost un deputat în Marea Adunare Națională de la Alba Iulia, organismul legislativ reprezentativ al „tuturor românilor din Transilvania, Banat și Țara Ungurească”, cel care a adoptat hotărârea privind Unirea Transilvaniei cu România, la 1 decembrie 1918 :p. 195.

## Biografie
A făcut școala primară, devenind plugar în satul natal. A luat parte la război cu gradul de plutonier major :p. 195.  

## Activitatea politică
Ca deputat în Adunarea Națională din 1 decembrie 1918 a fost delegat al Cercului electoral Hațeg :p. 195.	